# Дагган, Питер Пол
Питер Пол Дагган (англ. Peter Paul Duggan; ? — 1861) — американский художник ирландского происхождения.

## Биография
Родился в столице Ирландии — Дублине. Дата рождения неизвестна, в Америку приехал в очень юном возрасте в 1810 году.
Неизвестно, чем занимался Питер и где начал обучаться рисованию и живописи. Первое упоминание о нём имеется, когда он учился в классах античной живописи в 1842 году. Обучение окончил в 1845 году, затем обучался скульптуре и с 1847 года стал известен как художник и скульптор.

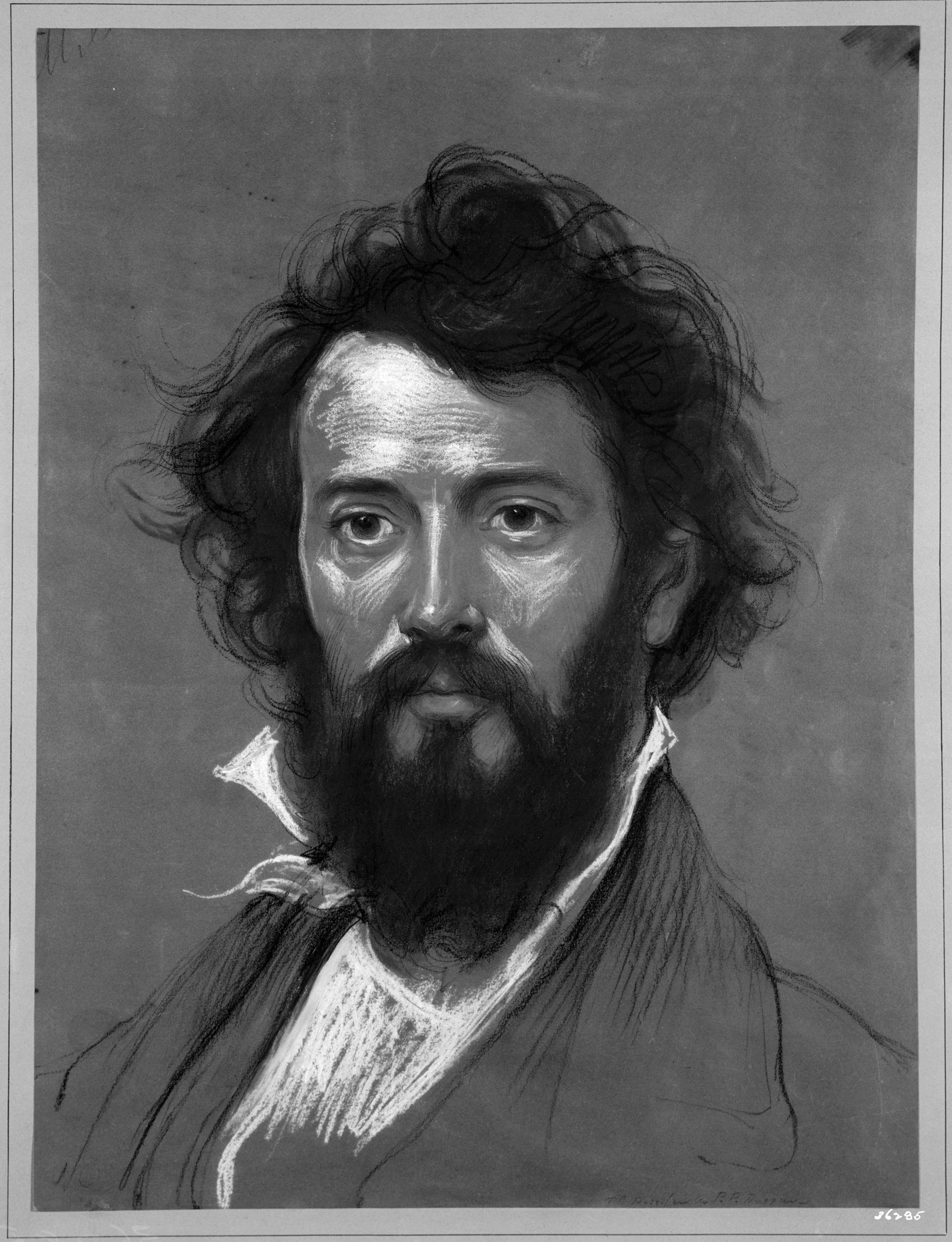
Портрет Томаса Росситера

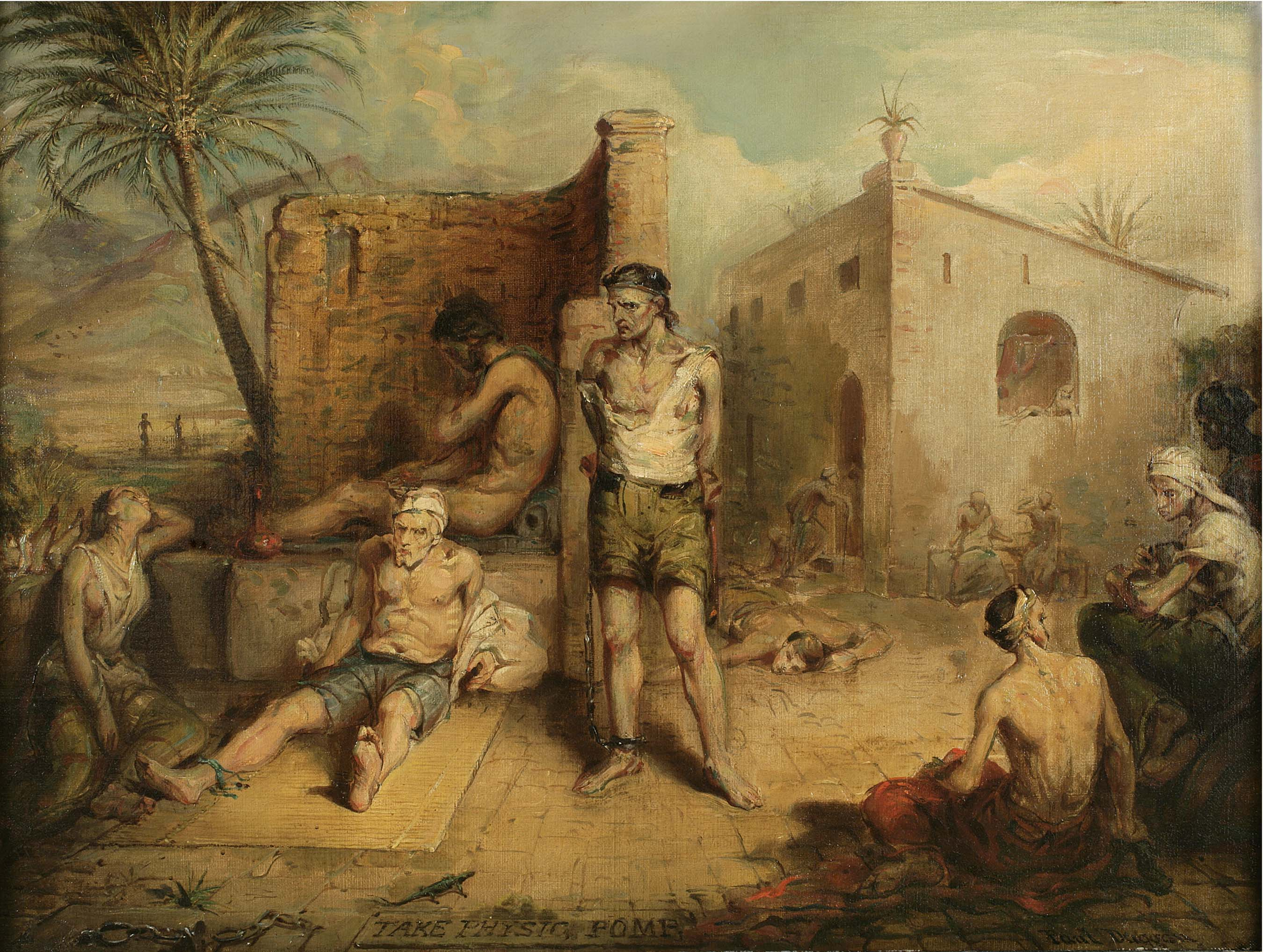
Картина «Лепрозорий в тропиках».

В начале работал древесным углём и карандашом. Одной из первых его известных работ был чёрно-белый рисунок американского художника Томаса Росситера. Выставлялся в Национальной академии дизайна и American Art-Union. Писал картины на религиозные и исторические темы. Также он пробовал свои силы в скульптуре на античные темы. Работал в качестве преподавателя рисования в Free Academy of New York (ныне City College of New York), пока не заболел туберкулёзом. В 1848—1849 годах совершил краткий визит в Вест-Индию.
В 1851 году посетил Лондон. Его болезнь начала прогрессировать и стала мешать работе. Дагган решил переехать в Лондон, чтобы быть рядом с сестрой и двумя братьями, один из которых — Джозеф (англ. Joseph L. Duggan), был композитором. После некоторого улучшения здоровья Питер смог возобновить работу. Весной 1861 года он отправился в Париж, где намеревался провести много времени, но пробыл там только до середины октября — он умер 15 октября 1861 года.
В 1862 году в Национальной академии дизайна состоялась мемориальная выставка художника.